# Under Construction
A 2002-es Under Construction Missy Elliott negyedik nagylemeze. A kritikusok dicsérték, a Billboard 200-on a 3. helyig jutott. Ez Elliott legtöbb példányban eladott lemeze. 2003-ban két Gramm-díjra jelölték: legjobb rapalbum és az év albuma. Szerepel az 1001 lemez, amit hallanod kell, mielőtt meghalsz című könyvben.

## Az album dalai
|     | Cím                                              | Hossz |
| --- | ------------------------------------------------ | ----- |
| 1.  | Intro/Go to the Floor                            | 5:06  |
| 2.  | Bring the Pain (közreműködik Method Man)         | 2:59  |
| 3.  | Gossip Folks (közr. Ludacris)                    | 3:54  |
| 4.  | Work It                                          | 4:58  |
| 5.  | Back in the Day (közr. Jay-Z)                    | 4:55  |
| 6.  | Funky Fresh Dressed (közr. Ms. Jade)             | 3:56  |
| 7.  | Pussycat                                         | 4:32  |
| 8.  | Nothing Out There for Me (közr. Beyoncé Knowles) | 3:05  |
| 9.  | Slide                                            | 3:43  |
| 10. | Play that Beat                                   | 3:02  |
| 11. | Ain't that Funny                                 | 2:48  |
| 12. | Hot                                              | 4:09  |
| 13. | Can You Hear Me (közr. a TLC)                    | 4:29  |

## Közreműködők
- executive producer: Missy Elliott, Timbaland
- producer: Missy Elliott, Timbaland, Craig Brockman, Errol "Poppi" McCalla
- vokális asszisztens: Tweet, Lisa Crawford
- hangmérnök: Jeff Allen, Carlos "El Loco" Bedoya, Josh Butler, Jimmy Douglass, Guru, Mike "Hitman" Wilson
- hangmérnökasszisztens: Marc Stephen Lee, Steve Penny, David Snyder, Cory Williams
- keverés: Jimmy Douglass, Timbaland
- keverőasszisztens: Steamy
- mastering: Herb Powers
- A&R: Yaneley Arty, Merlin Bobb, Jay Brown, Patricia Elliott, Gail Hansen, Andre Johnson, Celeste Moses
- design és művészeti vezető: Anita Marisa Boriboon, Lili Picou
- fényképek: Roberto Fantauzzi

## Fordítás
- Ez a szócikk részben vagy egészben az Under Construction (Missy Elliott album) című angol Wikipédia-szócikk ezen változatának fordításán alapul.  Az eredeti cikk szerkesztőit annak laptörténete sorolja fel. Ez a jelzés csupán a megfogalmazás eredetét és a szerzői jogokat jelzi, nem szolgál a cikkben szereplő információk forrásmegjelöléseként.